# C.F. Hansen Medaillen
C.F. Hansen Medaillen er en dansk hædersbevisning, der tildeles danske arkitekter af Det Kongelige Akademi for de Skønne Kunster. Medaljen blev stiftet i 1830 i anledning af arkitekt Christian Frederik Hansens 50 års embedsjubilæum, og er den højeste udmærkelse, Akademiet kan tildele en arkitekt.

## Modtagere
Denne liste er ufuldstændig; hjælp gerne med at udfylde den.
- 1833: Johan Jacob Deuntzer og Gottlieb Bindesbøll
- 1835: N.S. Nebelong
- 1838: L.A. Winstrup
- 1841: H.C. Stilling
- 1850: Ferdinand Meldahl
- 1856: C.V. Nielsen
- 1859: Vilhelm Dahlerup
- 1875: P.C. Bønecke
- 1886: Vilhelm Friederichsen
- 1891: Vilhelm Holck
- 1893: Axel Berg
- 1907: Sven Risom
- 1912: Johannes Tidemand-Dal
- 1914: Thomas Havning
- 1917: Ejnar Dyggve
- 1918: Charles Christensen og Christian Kampmann
- 1921: Marius Pedersen (for villaen Møllevangen 6, Holbæk)
- 1924: P.V. Jensen Klint og Ib Lunding
- 1926: Holger Jacobsen
- 1930: Henning Jørgensen
- 1934: Preben Hansen (for rejseskitser fra Sydamerika)
- 1935: Hans Christian Hansen
- 1937: Ejner Graae og Henning Helger
- 1943: Ivar Bentsen
- 1944: Finn Juhl (for eget hus, Kratvænget 15 i Ordrup)
- 1945: G.N. Brandt
- 1947: C.F. Møller og Kay Fisker
- 1949: Kai Christensen
- 1950: Ejnar Dyggve
- 1951: Erik Christian Sørensen
- 1954: Kaare Klint og Vilhelm Lauritzen
- 1955: Arne Jacobsen og Bertel Udsen
- 1963: Mogens Koch
- 1966: F.C. Lund
- 1967: Jørn Utzon
- 1971: Mogens Lassen
- 1972: Børge Mogensen
- 1973: Peter Bredsdorff
- 1977: Steen Eiler Rasmussen
- 1978: Lis Ahlmann
- 1979: Vilhelm Wohlert
- 1980: Viggo Møller-Jensen
- 1982: Hans J. Wegner
- 1983: Jørgen Bo
- 1986: Tegnestuen Vandkunsten (Svend Algren, Jens Thomas Arnfred, Michael Sten Johnsen og Steffen Kragh)
- 1985: Henning Larsen
- 1987: Knud Friis og Elmar Moltke Nielsen
- 1988: Johan Richter
- 1989: Erik Christian Sørensen (igen) og Vibeke Klint
- 1991: Nanna Ditzel og Hans Dissing og Otto Weitling
- 1992: Gertrud Vasegaard, Inger & Johannes Exner
- 1993: Karen & Ebbe Clemmensen og Knud Holscher
- 1995: Erik Korshagen
- 1996: Sven-Ingvar Andersson
- 1998: Tegnestuen Vandkunsten (igen)
- 1999: Gehrdt Bornebusch
- 2000: Niels Fagerholt, Hans Munk Hansen og Knud Munk
- 2002: Hanne Kjærholm og Grethe Meyer
- 2003: Jørn Palle Schmidt
- 2004: Gutte Eriksen og Poul Ingemann
- 2006: Tyge Arnfred og Lene Tranberg
- 2008: Dorte Mandrup-Poulsen
- 2009: Kim Herforth Nielsen
- 2010: Erik Hansen
- 2011: Ulrik Plesner
- 2012: Jan Søndergaard
- 2013: Jan Gehl
- 2014: Stig Lennart Andersson
- 2016: Ursula Munch-Petersen
- 2017: Bjarke Ingels
- 2018:  Torben Schønherr[1]
- 2020: Dan Stubbergaard
- 2020: Signe Cold og Christian Cold
- 2023: Kristine Jensen
- 2024: Marianne Levinsen
- 2025: Bente Lange [2]